# Battlefield 1942
Battlefield 1942 (abbreviato BF1942) è uno sparatutto in prima persona sviluppato dalla DICE e prodotto dalla EA Games. È il primo capitolo della celebre saga Battlefield. Concepito prevalentemente per il gioco multiplayer, il gioco ci mette nei panni di un soldato arruolato nei maggiori schieramenti della seconda guerra mondiale. Si può infatti far parte dell'esercito americano, inglese o russo per quanto riguarda il fronte alleato, e tedesco o giapponese per quanto riguarda il fronte dell'Asse. Sono presenti 17 mappe, ognuna con caratteristiche e veicoli differenti.

## Modalità di gioco
Caratteristica principale del gioco che ne hanno fatto uno dei più giocati della rete è la possibilità di utilizzare diversi tipi di veicoli con cui attaccare le postazioni nemiche. Si passa infatti dai carri armati, ai mezzi di sbarco anfibi, alle navi ai sottomarini ed agli aerei. Da ricordare la possibilità di giocare contemporaneamente in 64 giocatori.
In occasione del decimo anniversario della saga di Battlefield, è stato reso disponibile gratuitamente Battlefield 1942 su Origin, la piattaforma digitale per tutti i giochi EA.

## Espansioni

### The Road to Rome
The Road To Rome (lett. La strada per Roma) è la prima espansione del gioco, uscita nel 2003. Come si evince chiaramente dal titolo, l'espansione tratta della campagna d'Italia della seconda guerra mondiale, durante la quale le truppe statunitensi ed i soldati tedeschi si scontrarono per la prima volta sul suolo europeo. Il giocatore è così proiettato in alcune delle più grandiose battaglie del conflitto. L'espansione include nuovi veicoli, nuove armi e nuovi eserciti (le forze di liberazione francesi per gli Alleati e le forze italiane per l'Asse), assieme a numerosi miglioramenti della modalità Multigiocatore.
La Campagna italiana comprende sei nuove missioni:
- Battaglia di Anzio
- Battaglia di Salerno
- Montecassino
- Monte Santa Croce
- Operazione Baytown
- Operazione Husky

L'elenco dei nuovi veicoli include Sturmgeschütz III tedesco, M3 Lee/Grant americano, carro armato M11/39, M3 Half-track americano, cannone anticarro PaK 40 tedesco, cannone anticarro Ordnance QF 25 pounder britannico,  Messerschmitt Bf 110 tedesco e Mosquito britannico.

### Secret Weapons of WWII
Secret Weapons of WWII (lett. Armi segrete della 2ªGM) è la seconda espansione del gioco, uscita nel 2004, che permette al giocatore l'utilizzo di armi e veicoli ancora in fase di sviluppo o comunque tenuti segreti durante la Seconda Guerra Mondiale; inoltre, l'espansione prevede nuove mappe, nuovi veicoli e nuovi equipaggiamenti.
I nuovi veicoli sperimentali comprendono il missile guidato Wasserfall, il JetPack tedesco, il McDonnell XF-85 Goblin, l'aeroplano a razzo Natter, l'Armstrong Whitworth A.W.52, l'Horten Ho 229, l'XA42 con mitragliatrice su sidecar, R-75 con mitragliatrice su sidecar, l'LVT-4 Water Buffalo, l'aereo da carico C-47, il carro Sherman con T34 Calliope, il Flakpanzer IV Wirbelwind, il carro superpesante T28/T95 con cannone antiaereo, lo Sturmtiger, il gommone da commando e la Volkswagen Schwimmwagen.
Le nuove 8 missioni sono:
- Aerodromo di Kbely: agosto 1943
- Centro di ricerca Telemark: novembre 1943
- Mimoyecques: luglio 1944
- La Linea Gotica: settembre 1944
- Hellendoorn - Paesi Bassi: marzo 1945
- Essen: marzo 1945
- Peenemünde: maggio 1945

Le nuove armi comprendono il fucile a pompa Remington Auto 5, il fucile Mauser K98, il coltello da commando, la mitragliatrice leggera Bren, il Gewehr 43, lo Sten Mk2 silenziato ed il Fallschirmjager Gewehr 42.

## Critica
Nel 2013 IGN pubblica la lista dei 100 migliori sparatutto in prima persona scelti dai suoi esperti, dove Battlefield 1942 risulta al 13º posto.
Secondo IGN, Battlefield 1942 ha rivoluzionato il genere degli sparatutto in prima persona con il suo multiplayer sulla seconda guerra mondiale.